# Kolda (departamento)
Kolda é um departamento da região de Kolda, no Senegal. Encontra-se na Alta Casamança. A sua capital é Kolda. De acordo com o censo do ano de 2002, a sua população era de 279.849 habitantes. Em 2005, a sua população era estimada em 306.591 pessoas.

## Administração
Tem quatro localidades com a condição de comuna:
- Kolda
- Dabo
- Salikégné
- Saré Yoba Diéga